# Estelada

Estelada blava

Estelada vermella

 (avril 2024).
Si vous disposez d'ouvrages ou d'articles de référence ou si vous connaissez des sites web de qualité traitant du thème abordé ici, merci de compléter l'article en donnant les références utiles à sa vérifiabilité et en les liant à la section « Notes et références ».
L'estelada ou senyera estelada (« (drapeau) étoilé », en catalan) est le drapeau qui symbolise la revendication de l'indépendance de la Catalogne et des pays catalans par rapport à l'Espagne et la France. Elle se compose d'une senyera à laquelle on a ajouté un triangle au guindant portant une étoile au centre.

## Origine
Son origine remonte au début du XXe siècle, de la fusion entre le drapeau traditionnel de la Catalogne, la senyera, avec un triangle bleu comportant en son centre une étoile blanche. Son modèle est alors inspiré par le tout nouveau drapeau de Cuba qui vient d'obtenir son indépendance vis-à-vis de l'Espagne peu de temps auparavant.

## Versions
Il existe deux versions principales de lestelada :
- lestelada blava, dont le triangle est bleu et l'étoile blanche. C'est la version originale à laquelle on fait référence dans des publications de 1918. Aujourd'hui, elle représente plus pour certains le symbole de la lutte pour l'indépendance de la Catalogne Sud et Nord (soit la communauté autonome de Catalogne en Espagne et également la partie catalane des Pyrénées-Orientales qui est en France). Des années 1960 à 1990, ce drapeau avait été souvent écarté au profit de lestelada roja alors que dominaient les idées socialistes et communistes dans les milieux indépendantistes. Mais elle fait un retour en force après la chute des régimes communistes en Europe de l'Est et l'intensification du processus d'intégration européenne, beaucoup de gens identifiant l'étoile blanche à un nouvel État au sein du drapeau de l'Union européenne (UE).
- lestelada groga ou estelada roja qui se distingue par un triangle de couleur jaune et une étoile de couleur rouge, les couleurs du drapeau et du blason des pays catalans. L'utilisation de cette couleur avait à l'origine une connotation qui l'apparentait à la notion de défense d'un État indépendant communiste ou socialiste. À l'heure actuelle, la version à étoile rouge continue à être utilisée par une partie de la gauche politique mais aussi comme un drapeau d'affirmation de l'unité des Pays catalans et de la lutte pour leur émancipation nationale.

Marginalement, il existe une version où le triangle est noir et l'étoile rouge, avec des variantes de l'étoile à 5 ou 8 branches, utilisée par les anarchistes, courant politique traditionnellement important dans le nord de l'Espagne.
Lors de la manifestation « Som una nació. Nosaltres decidim » du 10 juillet 2010, ayant réuni plus d'un million de Catalans, certains [Qui ?] trouvent que lestelada blava était très largement majoritaire parmi les drapeaux présents.
Les proportions n'ont jamais été arrêtées officiellement mais sont généralement de 2 de large sur 3 de long. L'étoile est toujours orientée verticalement. Quand lestelada est « en bannière », c'est-à-dire lorsqu'elle est présentée verticalement, la position de l'étoile est symétrique par rapport au reste du drapeau.

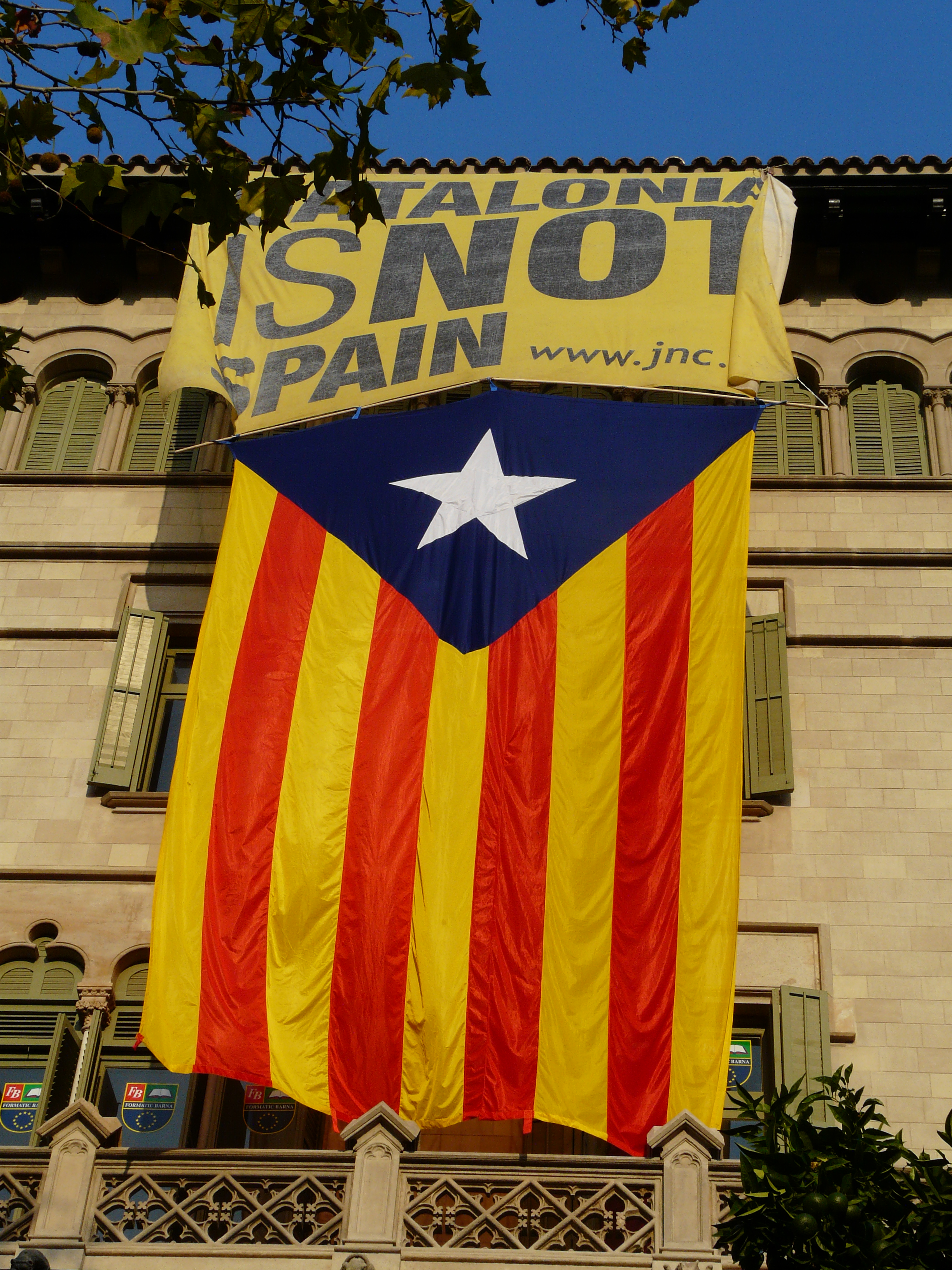
Estelada blava verticale
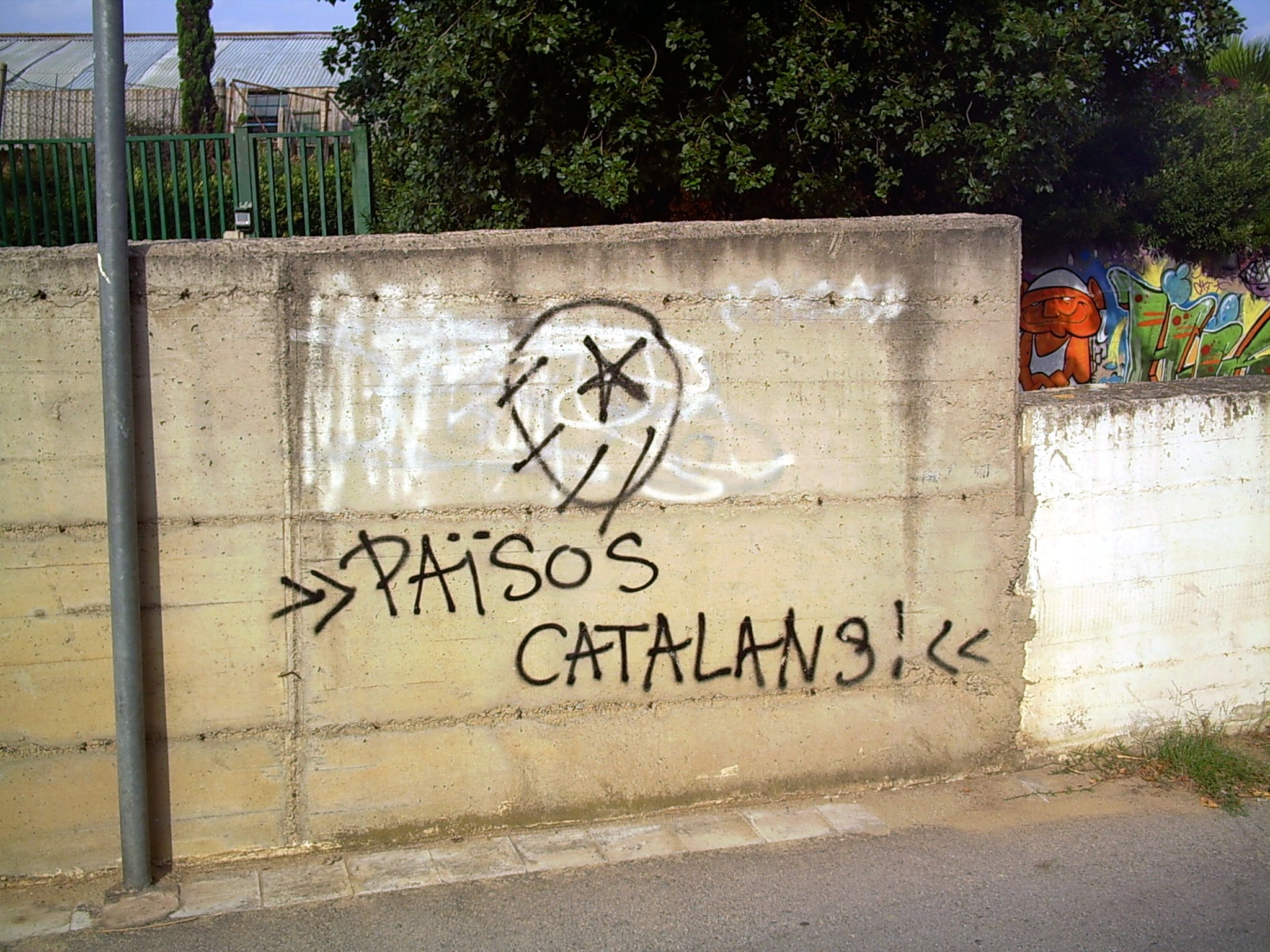
Estelada formée par quatre traits et une étoile
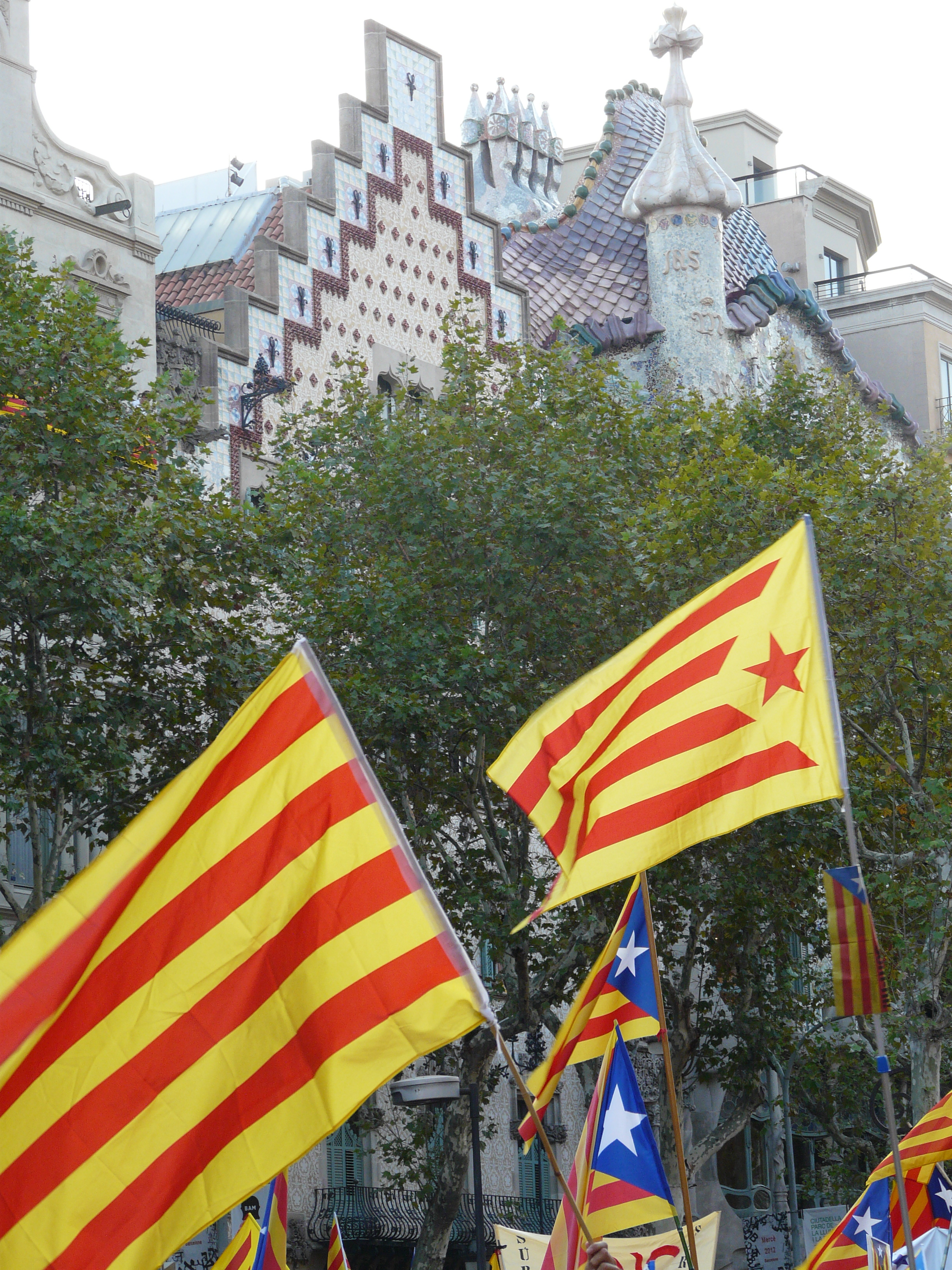
La senyera n'a pas d'étoiles tandis que l'estelada a une étoile dans un triangle
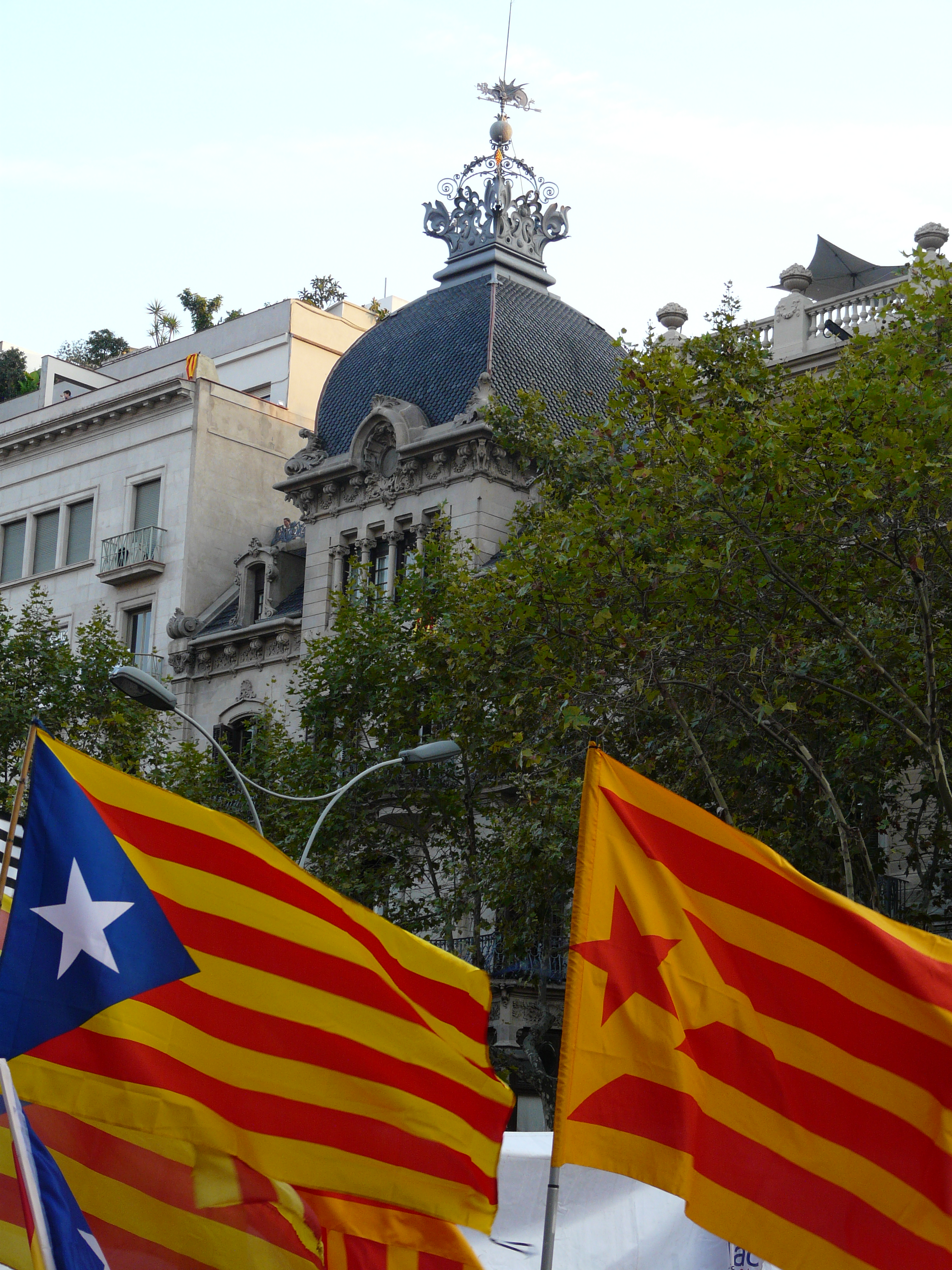
Estelades blava et roja
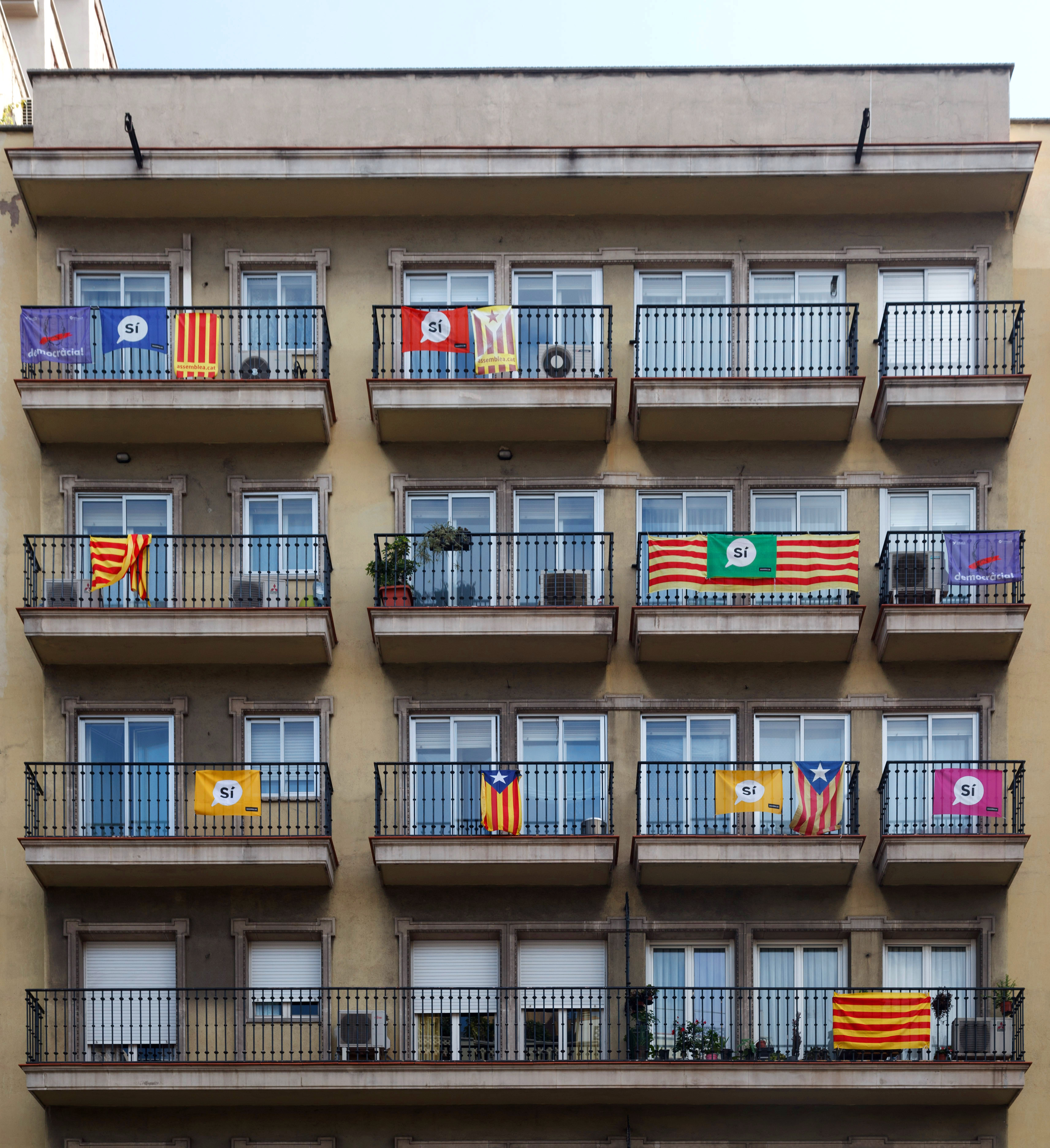
Senyera et estelades bleues et rouge à Barcelone avant le référendum de 2017 sur l'indépendance de la Catalogne